# Football Alliance de 1889–90
A Temporada 1889-90 foi a primeira temporada da Football Alliance,uma liga de futebol que foi formada na Inglaterra para rivalizar com a Football League, que havia sido fundada um ano antes.
Assim como a Football League,a Football Alliance começou com 12 clubes membros e cobria uma área similar à da Football League,das Midlands até o Noroeste da Inglaterra, e também tinha clubes de cidades como Sheffield, Grimsby e Sunderland. Mesmo assim, a Football Alliance era considerada inferior à Football League.
O The Wednesday foi o primeiro campeão, depois de passar oito jogos sem perder a partir de novembro, eles chegaram à primeira posição no fim de dezembro, e ficaram lá até o fim da temporada. Eram dados dois pontos por vitória e um ponto por empate, os times jogavam todos contra todos, em dois turnos. 
O Long Eaton Rangers ficou na última posição do campeonato e saiu para se juntar à Midland Football League.

## Classificação Final
|    |                        | J  | V  | E | D  | GF | GC | Pts |
| -- | ---------------------- | -- | -- | - | -- | -- | -- | --- |
| 1  | The Wednesday          | 22 | 15 | 2 | 5  | 70 | 39 | 32  |
| 2  | Bootle                 | 22 | 13 | 2 | 7  | 66 | 39 | 28  |
| 3  | Sunderland Albion      | 21 | 12 | 2 | 7  | 64 | 39 | 28  |
| 4  | Grimsby Town           | 22 | 12 | 2 | 8  | 58 | 47 | 26  |
| 5  | Crewe Alexandra        | 22 | 11 | 2 | 9  | 68 | 59 | 24  |
| 6  | Darwen                 | 22 | 10 | 2 | 10 | 70 | 75 | 22  |
| 7  | Birmingham St George's | 21 | 9  | 3 | 9  | 62 | 49 | 21  |
| 8  | Newton Heath           | 22 | 9  | 2 | 11 | 40 | 44 | 20  |
| 9  | Walsall Town Swifts    | 22 | 8  | 3 | 11 | 44 | 59 | 19  |
| 10 | Small Heath            | 22 | 6  | 5 | 11 | 44 | 67 | 17  |
| 11 | Nottingham Forest      | 22 | 6  | 5 | 11 | 31 | 62 | 17  |
| 12 | Long Eaton Rangers     | 22 | 4  | 2 | 16 | 35 | 73 | 10  |

J = Jogos; V = Vitórias; E = Empates; D = Derotas; GF = Gols marcados; GC = Gols sofridos; Pts = Pontos.